# الکساندرو-نوسکویه (داغستان)
الکساندرو-نوسکویه (به لاتین: Alexandro-Nevskoye) یک منطقهٔ مسکونی در روسیه است که در داغستان واقع شده‌است.